# Trachurus mediterraneus
Il sugarello maggiore (Trachurus mediterraneus) è un pesce della famiglia Carangidae comune nei mari italiani.

## Distribuzione e habitat
La specie è diffusa in tutto il Mediterraneo e nell'Oceano Atlantico orientale tra il Golfo di Guascogna a nord e le coste marocchine a sud. Nel Mar Nero e nel Mar d'Azov è sostituito dalla sottospecie T.m.ponticus. L'habitat è simile a quello del Sugarello comune anche se più difficile da ritrovare sotto riva in quanto ha abitudini più decisamente pelagiche.

## Descrizione
È così simile da apparire quasi indistinguibile dal sugarello ma è ben differenziato da alcuni caratteri:
- Gli scudetti sulla linea laterale sono più stretti e quasi infossati nella pelle nella sua metà anteriore.
- La linea laterale accessoria, posta dorsalmente rispetto a quella principale, giunge solo alla fine della prima pinna dorsale mentre in T.trachurus è molto più lunga.
- Le pinne possono avere sfumature giallo vivo (e questo è il carattere più semplicemente rilevabile osservando il pesce in acqua).

## Alimentazione, riproduzione, abitudini
Identiche a quelle di T.trachurus.